# フロプティカルディスク
フロプティカルディスク（floptical disk）とは Insight Technologyの開発した3.5インチのフロッピーディスクと同サイズの媒体に、21Mバイトを格納することができる技術である。名称は「フロッピー（floppy）」と「オプティカル（optical）」のかばん語。
フロッピーディスクと同様に磁気を利用してデータを書き込むがフロプティカルディスクではヘッドの位置決めに光サーボ技術を使用した精密なトラッキング技術を用い、またECCによるエラー発生の低減化を図ることなどにより従来のフロッピーディスクより大幅な容量の拡大を実現するに至った。
1991年に発売され、当時のフロプティカルディスクドライブは3.5インチフロッピーディスクドライブとの上位互換があり、フロプティカルディスク以外に、720KBや1.44MBのフロッピーディスクの読み書きを行うことも可能であった。
結局普及はしなかったがこの技術を更に高め120Mバイトの容量を実現したLS-120ことSuperDiskが開発された。

## 大容量フロッピーディスク
- ZIP : フロッピーディスクとの互換性はない。
- スーパーディスク
  - FD32MB : 大容量フロッピーディスクとはされていない。
- High Capacity Floppy Disk（HiFD）
- Ultra High Capacity (UHC)
- UHD144 (it)